# Klāvs Elsbergs
Klāvs Elsbergs, född 3 januari 1959, död 5 februari 1987, var en lettisk poet som under sin livstid utkom med två diktsamlingar. Ytterligare två har utgivits postumt. Elsbergs blev redan vid sin debut en poetisk stjärna i hemlandet.
Han dog 1987, och mycket talar för att Elsbergs död var ett politiskt mord. Enligt en uppgift skall Elsbergs ha misshandlats till medvetslöshet och sedan kastats ut från nionde våningen på det sovjetiska författarbundets hotell i Dubulti i Jūrmala utanför Riga. Händelseförloppet har inte kunnat klarläggas. Ytterst kan attentatet mot Elsbergs mycket väl ha varit riktat mot hans mor, Vizma Belševica, själv författare och ofta omnämnd som kandidat till Nobelpriset i litteratur.